# GNU Classpath
Pour l’article homonyme, voir Classpath (java).
GNU Classpath est une implémentation libre de la bibliothèque de classe standard du langage Java. Elle fait partie du projet GNU. Bien que la bibliothèque standard de Java soit vaste, ses principaux composants sont, pour la plupart, déjà implémentés,  y compris Swing. La plupart des briques de la plateforme J2SE 1.4 à 5.0 est implémentée. Classpath peut dès lors servir d'environnement pour les logiciels basés sur la plate-forme Java comme Vuze ou Eclipse.

## Historique
Par le passé, Classpath a été considéré au sein du projet GNU comme prioritaire.
GNU Crypto, dont la dernière version est réalisée en 2005, est ensuite fusionné au projet Classpath.
Beaucoup de travail avait été fourni pour que GNU Classpath puisse supporter les deux API graphiques : AWT et Swing. Il semble qu'à la suite de l'abandon progressif de GCJ le travail sur GNU Classpath n'ait jamais été terminé bien que le support de ces API ai été partiellement fonctionnel.

## Utilisation
Classpath est utilisé par de nombreux moteurs d'exécution libres, notamment dans les machines virtuelles Java Kaffe, SableVM, JamVM, CACAO, Jikes RVM ou encore VMkit, dont l'essence repose sur une implémentation de la bibliothèque de classes du langage Java.
GNU Classpath est utilisé par GCJ, le compilateur Java de GNU, qui permet de générer du bytecode ou du langage machine.